# 357 (tal)
357 är det naturliga talet som följer 356 och som följs av 358.

## Inom musik
- 357, ett Serbiskt crossover/rock/rapp/ska-band.

## Inom vetenskapen
- 357 Ninina, en asteroid.

## Inom matematiken
- 357 är ett udda tal
- 357 är ett sammansatt tal
- 357 är ett defekt tal
- 357 är ett sfeniskt tal
- 357 är ett palindromtal i det kvarternära talsystemet.